# مروان موسى
مروان محمد علي موسى ويعرف بإسم مروان موسى (مواليد 1995) مغني راب مصري، موسيقي، كاتب أغاني، منتج موسيقي وممثل مصري. حقق نجاحاً في مصر والوطن العربي بسبب تميزه في صناعة اغاني الراب و التراب، اصدر 5 البومات و8 البومات مصغرة والكثير من الاغاني المنفردة والتعاونات حتى الان.

## مسيرته وحياته
درس السينما والاخراج في ايطاليا لمدة 4 سنوات قبل بدايته في دراسة الموسيقى، بدأ في دراسة الانتاج الموسيقي وهندسة الصوت في اواخر سنة 2016.
بدأ في الغناء وكتابة الاغاني في سنة 2016.
- اصدر هايلة اول اغنية له في سنة 2016.
- اصدر البوم بالمناسبة اول البوم له في سنة 2017. اصدر البوم روسيا والبوم البرازيل في سنة 2018.
- اصدر البوم شبابيك شهر اتنين والبوم بروباجاندا في سنة 2019 و اصبح مروان موسى من اشهر رابرز المشهد المصري بعد البوم بروبجاندا.
- في سنة 2020 اصدر البوم عالم تالت.

كانت سنة 2021 نقلة لمروان من بعد البوم فلوريدا وكان من ضمن اغاني الالبوم اغنية شيراتون التي حققت نجاحاً ساحقاً و اغنية تيسلا التي حققت نجاحاً ساحقاً ايضاً بعدما قرر مروان انتاج فيديو موسيقي لها في اليونان من اخراج علي علي وصنف الجمهور الفيديو الموسيقي لاغنية تيسلا كافضل فيديو موسيقي لرابر في مصر واسس شركة رقص مال ريكوردز مع اصدقائه وفي نفس السنة دخل في عدواة مع صديقه السابق الرابر المعروف ابيوسف حيث وجه ابيوسف اساءات لمروان على صفحته على انستجرام واصدر مروان اغاني مش اوكيه وميجاترول ودبدوب حساس توجيها لابيوسف و اصدر ابيوسف ميجاترول و سيت واعصار كاترينا ومسلسل برمودا توجيها لمروان والخلاف بينهم مستمر حتى الان.
في سنة 2022 نجح مروان نجاحاً غير متوقع حيث اصدر 4 البومات وهم: بيني وبينك، كازاكايرو، عقد احتراف وفلوريدا دارك مود وحصل مروان على 3 جوائز لموسيقى الشباب في أفريقيا، من مهرجان أفريما 2022 All Africa Music Awards الذي أقيم في العاصمة السنغالية دكار حصل مروان على جوائز أفضل مغني راب وكاتب كلمات، بالإضافة لأفضل فنان هيب هوب، وأفضل فنان صاعد، وجاءت الجوائز الثلاث بعد منافسة قوية مع أكبر مطربي القارة.
يخوض الان اول تجربة تمثيل له في فيلم Smokey Eyes بطولة مروان موسى والفنان حسن ابو الروس الفيلم من إخراج علي علي مخرج فيديو تيسلا لمروان

## أفضل رابر في افريقيا
تم التصويت لمروان موسى كأفضل مغني راب أفريقي و أفضل فنان في موسيقى الهيب هوب الأفريقي في حفل توزيع جوائز الموسيقى الأفريقية (AFRIMA) لعام 2022 ، واقيم المهرجان بالعاصمة السنغالية داكار.
وفاز مروان موسي بـ 3 جوائز: لأفضل رابر في إفريقيا، أفضل فنان هيب هوب في إفريقيا، و أفضل "بريك أوت" في عام 2022.